# Chloé (film, 2001)
Pour les articles homonymes, voir Chloé.
Pour plus de détails, voir Fiche technique et Distribution.
Chloé (クロエ, Kuroe) est un film japonais réalisé par Gō Rijū (ja), sorti en 2001.

## Synopsis
Kotaro et Chloé se rencontrent et tombent immédiatement amoureux l'un de l'autre. Mais Chloé tombe malade.

## Fiche technique
- Titre : Chloé
- Titre original : クロエ (Kuroe?)
- Réalisation : Gō Rijū (ja)
- Scénario : Kōji Hagiuda (ja) et Gō Rijū (ja), d'après le roman L'Écume des jours de Boris Vian
- Musique : Tomoko Konno
- Photographie : Noboru Shinoda (ja)
- Montage : Shūichi Kakesu
- Décors : Toshiaki Takahashi
- Production : Takenori Sentō
- Société de production : Dentsu Music and Entertainment, Imagica Corp., J-Works Film Initiative, Suncent CinemaWorks et Tokyo Theatres K.K.
- Pays d'origine :  Japon
- Langue originale : japonais
- Format : couleur - 2,35:1 - 35 mm - DTS
- Genre : Drame
- Durée : 128 minutes[1]
- Dates de sortie : 
  - Japon : 15 juin 2001[1]

## Distribution
- Masatoshi Nagase : Kotaro
- Rie Tomosaka : Chloé (Kuroe)
- Shin'ya Tsukamoto : Eisuke
- Miyuki Matsuda : Hidemi
- Manami Konishi : Riko
- Shinji Aoyama : Kitano
- Rikiya Ōtaka : Jiro
- Isao Bitō : l'oncle
- Kazuhiro Fukuzaki : Chibi
- Takuji Suzuki : Ani

## Distinctions
Sauf indication contraire, les informations mentionnées dans cette section peuvent être confirmées par la base de données cinématographiques IMDb,  présente dans la section « Liens externes ».

### Récompenses
- 2003 : prix Kinema Junpō de la meilleure nouvelle actrice pour Manami Konishi
- 2003 : prix Mainichi du meilleur acteur dans un second rôle pour Shin'ya Tsukamoto[2]
- 2003 : prix du meilleur acteur dans un second rôle pour Shin'ya Tsukamoto au festival du film de Yokohama

### Sélections
Le film a été présenté en sélection officielle en compétition lors de Berlinale 2001.